# Izidor Pečovnik
Izidor Pečovnik, znan tudi pod nadimkom Dori, slovenski rimskokatoliški duhovnik, * 12. marec 1955, Celje.
Pečovnik je vodja Slovenske katoliške misije Berlin.

## Odlikovanja in nagrade
Leta 2000 je prejel častni znak svobode Republike Slovenije z naslednjo utemeljitvijo: »za zasluge v dobro Slovencev v Nemčiji ter za prepoznavanje Slovenije v svetu«.